# Hermann Berghaus
Hermann Berghaus (1828-1890) va ser un cartògraf alemany.
Va néixer el 16 de novembre del 1828 a Herford, Westfàlia, fill d'un eclesiàstic del país. D'ençà 1842, va anar a escola a Herford i durant el seu temps lliure es divertia dibuixant. Després anà a l'escola d'art que havia fundat el seu oncle, el geògraf Heinrich Berghaus, a Potsdam, on va estudiar cartografia a partir de 1845. El 1868 va ser promogut Doctor honoris causa a la Universitat de Königsberg. El 1855 el duc Ernest II de Saxònia-Coburg Gotha li atorgà el títol de professor.
Morí a Gotha, el 3 de desembre de 1890.

## Unes obres destacades
- Mapa d'Alemanya sud-est amb una part d'Itàlia (1857) a la Cartoteca Digital de l'Institut Cartogràfic de Catalunya
- Mapa del món vist des de l'Àrctic Arxivat 2013-12-14 a Wayback Machine.